# Klunkhytte skans (naturreservat)
Klunkhytte skans är ett naturreservat i Lekebergs kommun i Örebro län.
Området är naturskyddat sedan 1996 och är 7 hektar stort. Reservatet omfattar en höjd med fornborgen Klunkhytte skans. Reservatet består av barrskog med lövträd på sluttningarna. 